# Kanton Boutières
 Boutières is een kanton van het Franse departement Haute-Loire. Het kanton maakt deel uit van het arrondissement Yssingeaux .

In 2019 telde het 12.352 inwoners.

Het kanton werd gevormd ingevolge het decreet van 17 februari 2014 met uitwerking op 22 maart 2015, met Tence als hoofdplaats.

## Gemeenten
Het kanton omvat volgende 12 gemeenten, afkomstig uit de opgeheven kantons Tence (4),  Montfaucon-en-Velay (alle 7) en Saint-Didier-en-Velay (1):
- Chenereilles
- Dunières
- Le Mas-de-Tence
- Montfaucon-en-Velay
- Montregard
- Raucoules
- Riotord
- Saint-Bonnet-le-Froid
- Saint-Jeures
- Saint-Julien-Molhesabate
- Saint-Romain-Lachalm
- Tence